# Danilo Pileggi
Danilo Pileggi (Nicastro, 18 gennaio 1958) è un allenatore di calcio ed ex calciatore italiano, di ruolo centrocampista.

## Carriera

### Giocatore
Nato a Nicastro, oggi parte del comune di Lamezia Terme, e cresciuto calcisticamente dapprima nella Nuova Bella, poi in Piemonte nelle file dell'Alessandria, venne ingaggiato nel 1977-78 dal Torino, che lo fece esordire in Serie A. Segnò un gol al debutto, il 12 marzo 1978, contro il Bologna. Alla fine dell'anno, nel periodo del prestito all'Ascoli, esordì nella Nazionale Under-21.
Vestì successivamente in Serie A anche le maglie di Bologna e Cagliari, per poi tornare al Torino (4 stagioni dal 1983 al 1987, con la conquista del secondo posto nella stagione 1984-85, e andare a chiudere la carriera con Barletta e Avellino in B e con la Vigor Lamezia in C2.
In carriera ha totalizzato complessivamente 173 presenze e 7 reti in Serie A e 95 presenze e 3 reti in Serie B.

### Allenatore
Intrapresa la carriera di allenatore, le prime esperienze le compie nel settore giovanile della Lazio nel 1994, per poi tornarvi dieci anni più tardi, e successivamente allena la prima squadra del Benevento in C2 all'inizio della stagione 2006-07, ma, dopo un avvio di campionato non all'altezza delle aspettative, si dimette il 31 ottobre.
Il 12 novembre 2008 torna in Campania per allenare la formazione giovanile della Berretti giallorossa, con la quale si laurea campione d'Italia nella stagione 2008-09.
Dalla stagione 2011-2012 diventa allenatore della formazione etiope del Saint-George SA, vincendo il campionato al termine della stagione, subentrando al precedente allenatore, il connazionale Giuseppe Dossena, di cui era stato il vice nella precedente stagione.

## Palmarès

### Allenatore
- Campionato di calcio dell'Etiopia

Saint-George SA: 2012